# Bootable
De Engelse term bootable wordt gebruikt voor typen media, bijvoorbeeld een USB-stick of een geheugenkaart (SD-kaart, Micro SD-kaart) (of oudere vormen als cd-roms, dvd-roms en diskettes) waarvan een besturingssysteem "geboot" (gestart) kan worden. 
Zoals bijvoorbeeld bij een besturingssysteem als Microsoft Windows of Linux, kon (kan) gestart worden vanaf een cd-rom. Voor Windows was (is) het mogelijk een opstartdiskette te maken met daarop een aantal belangrijke bestanden voor het systeem. Als de bestanden op de computer beschadigd geraakt zijn, kan het besturingssysteem ze kopiëren vanaf de diskette.